# Ли Ёнэ
Ли Ёнэ (кор. 이영애; род. 31 января 1971, Сеул, Южная Корея) — южнокорейская актриса и модель. Исполнила главные роли в таких фильмах, как «Сочувствие госпоже Месть» (2005), «Объединённая зона безопасности» (2000), «Однажды весной» (2001), а также в телесериале «Жемчужина дворца» (2003—2004). За роль в фильме «Сочувствие госпоже Месть» удостоилась премии «Голубой дракон» как лучшая актриса.

## Биография
Ли начала свою карьеру на телевидение, снимаясь в рекламе и в сериалах. В 2000 году она исполнила роль военного следователя в фильме «Объединённая зона безопасности» Пак Чханука, где вместе с ней снялись Ли Бёнхон и Сон Канхо. В 2003 году актриса вместе с Ю Джитхэ сыграла главную роль в мелодраме «Однажды весной». За роль в этом фильме Ли получила награду Пусанской киноакадемии (Pusan Film Critics Awards) как «Лучшая актриса».
В 2004 году Ли снялась в популярном корейском телесериале «Жемчужина дворца», который смотрели три миллиарда человек в девяноста странах мира. В 2005 году почти половина населения Гонконга смотрел финальный эпизод драмы, а в Китае сотни миллионов зрителей наблюдали за драмой, несмотря на то, что она была показана поздно ночью.
В 2005 году на Венецианском кинофестивале вышла завершающая часть трилогии о мести Пак Чханука — «Сочувствие госпоже месть» с Ли в главной роли. Фильм получил на кинофестивале «Малого золотого льва» и премию «CinemAvvenire», а в Корее — награду «Голубой дракон» в номинации «Лучшая актриса» и «Лучший фильм». В 2006 году Ёнэ вошла в состав членов жюри 56-го Берлинского международного кинофестиваля. Она стала первой южнокорейской актрисой, приглашённой в жюри Берлинского кинофестиваля.
Ли Ёнэ занимается благотворительностью: в 1997 году она отправилась в Эфиопию в качестве посла доброй воли «НПО», в 2004 была назначена послом доброй воли в Детском фонде ООН — ЮНИСЕФ. Она опубликовала книгу-автобиографию «A Most Special Love» и пожертвовала доход от продажи экземпляров в школы и больницы.

## Личная жизнь
24 августа 2009 года Ёнэ  тайно вышла замуж на Гавайях за американского бизнесмена корейского происхождения Чон Хоёна, а 2 сентября вернулась в Корею, чтобы начать учёбу на факультете театрального и кинематографического искусства в университете Ханян. В феврале 2011 у пары родились близнецы — мальчик и девочка.
Актриса свободно владеет немецким и английским языками.

## Фильмография
| Год       |     | Русское название               | Оригинальное название | Роль             |
| --------- | --- | ------------------------------ | --------------------- | ---------------- |
| 1995      | с   | Гонщики мечты                  | Asphalt Sa-na-yi      | Кан Донхю        |
| 1996      | с   | Рара                           | 파파                  |                  |
| 1997      | с   | Медицинские братья             | 의가형제              | Ча Минджо        |
| 1997      | ф   | Inshalla                       | 인샬라                |                  |
| 1998      | ф   | Первый поцелуй                 | 키스할까요            |                  |
| 2000      | ф   | Объединённая зона безопасности | 공동경비구역          | Майор Софи Ечхан |
| 2001      | ф   | Последний подарок              | 선물                  | Пак Чунён        |
| 2001      | ф   | Однажды весной                 | 봄날은 간다           | Ын Су            |
| 2003—2004 | с   | Жемчужина дворца               | 대장금                | Чан Гым          |
| 2005      | ф   | Сочувствие госпоже Месть       | 친절한 금자씨         | Ли Кымджа        |
| 2012      | кор | Сделано в Калифорнии           | Made in California    | Пен Лао          |

## Награды и номинации
- 1994 SBS Drama Awards — Лучшая новая актриса
- 1996 MBC Drama Awards — Лучшая актриса
- 1997 SBS Drama Awards — Лучшая актриса
- 1998 SBS Drama Awards — Лучшая актриса
- 2001 Награда Pusan Film Critics Awards — «Лучшей актрисе» за роль в фильме «Однажды весной»
- 2005 Награда Blue Dragon Awards — «Лучшей актрисе» за роль в фильме «Сочувствие госпоже Месть»
- 2005 Награда на Международном кинофестивале в Каталонии — «Лучшей актрисе» за роль в фильме «Сочувствие госпоже Месть»
- 2006 Награда PaekSang Arts Awards — «Лучшей актрисе» за роль в фильме «Сочувствие госпоже Месть»
- 2006 Награда на Cinemanila International Film Festival — «Лучшей актрисе» за роль в фильме «Сочувствие госпоже Месть»
- 2006 Номинация Grand Bell Awards — «Лучшей актрисе» за роль в фильме «Сочувствие госпоже Месть»